# The Visitor (album)
Pour les articles homonymes, voir The Visitor (homonymie).
Albums de Neil Young
Hitchhiker
(2017) Colorado
(2018)
The Visitor est un album de Neil Young, accompagné par le groupe Promise of the Real, sorti en 2017. C'est son 39e album studio, et sa troisième collaboration avec Promise of the Real,.

## Historique
Le titre de la première chanson de l'album, Already Great, est une réponse au slogan de Donald Trump, Make America Great Again,,.

## Titres
Tous les titres sont écrits et composés par Neil Young.
1. Already Great - 5:47
2. Fly by Night Deal - 2:37
3. Almost Always - 4:50
4. Stand Tall - 5:13
5. Change of Heart - 5:54
6. Carnival - 8:21
7. Diggin' a Hole - 2:33
8. Children of Destiny - 3:24
9. When Bad Got Good - 2:00
10. Forever - 10:32

## Musiciens
Neil Young : chant, guitare, ; harmonica sur Fly By Night Deal et Almost Always, sifflement sur Change of Heart, piano sur Diggin' a Hole
Promise of the Real
- Lukas Nelson : guitare, chant, glockenspiel, mandoline, orgue sur Change of Heart
- Corey McCormick : basse, chant
- Anthony LoGerfo : batterie
- Tato Melgar : percussions

Musicien additionnel
- Micah Nelson : guitare, chant, piano sur Already Great, orgue sur Carnival